# 須田幸太
須田 幸太（すだ こうた、1986年7月31日 - ）は、茨城県石岡市出身の元プロ野球選手（投手）、野球指導者、野球解説者。

## 経歴

### 学生時代
茨城県立土浦湖北高等学校時代はエース兼4番打者で、2年秋にチームを関東大会初優勝、3年春に選抜高等学校野球大会初出場。3年春の選抜大会では、練習試合で投げすぎた影響で右肘を痛めながら、鵜久森淳志、高橋勇丞、福井優也などを擁する済美高校と対戦。0 - 9で初戦敗退する。
高校卒業後に早稲田大学へ進学。東京六大学野球では、エースナンバーの11を背負った3年の春季にリーグ戦初勝利し、斎藤佑樹と並んで先発に定着。3勝1敗を記録し、チームは優勝する。4年の春季リーグ戦で最優秀防御率。在学中には、リーグ通算30試合に登板、8勝3敗、防御率1.74、76奪三振。同級生には細山田武史、松本啓二朗、上本博紀がいた。

### 第一次JFE東日本時代
大学卒業後にJFE東日本硬式野球部に所属し、1年目の2009年都市対抗野球の全国大会では、チームが出場を逃しながらも、自身はHondaの補強選手として出場。5試合中4試合にクローザーとして登板し、Hondaの優勝に貢献するとともに、若獅子賞を獲得した。翌2010年の全国大会では、JFE東日本の投手として、チームを準々決勝にまで導いている。
2010年のNPBドラフト会議で、横浜ベイスターズから1巡目で指名。最初に指名した大学の後輩・大石達也の独占交渉権が重複指名による抽選で埼玉西武ライオンズに確定した末の再指名だったが、契約金1億円、年俸1,500万円（金額は推定）という条件で、早稲田大学から2009年に横浜へ入団していた松本・細山田と再びチームメイトになった。背番号は20。なお、ドラフト会議直後の11月には、広州アジア大会に日本代表として出場すると、銅メダルを獲得した。

### DeNA時代

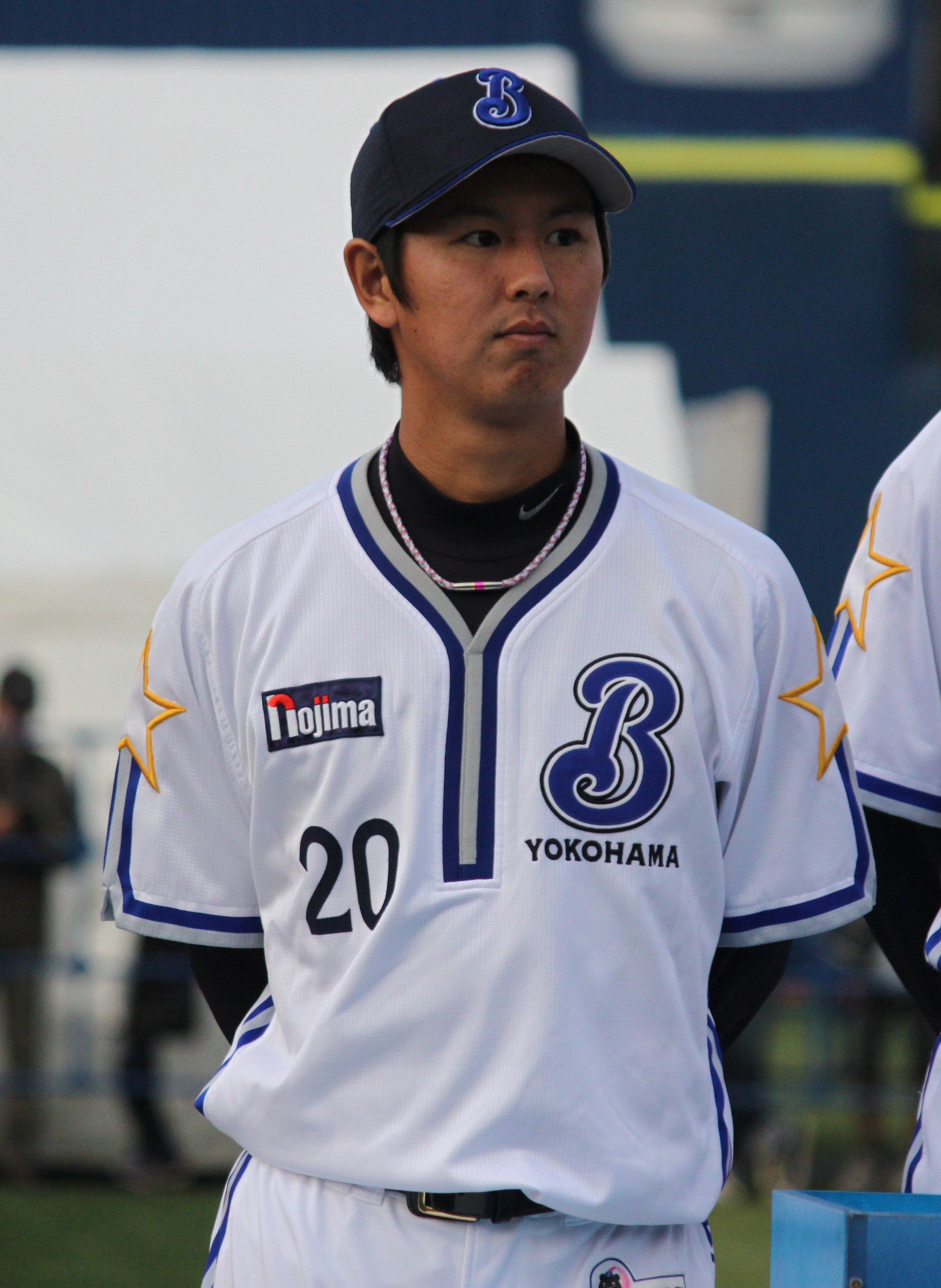
横浜時代（2011年）

2011年、公式戦の開幕を二軍で迎えたものの、一軍の先発要員だった眞下貴之が虫垂炎を発症したことを受けて、眞下が登板する予定だった4月22日の対阪神タイガース戦（甲子園）で先発投手として一軍公式戦にデビュー。6月6日の対埼玉西武ライオンズ戦（山梨県小瀬スポーツ公園野球場）では、先発登板8試合目にして一軍公式戦初勝利を挙げたその一方で、8月17日の対東京ヤクルトスワローズ戦（明治神宮野球場）では、4回表までに味方打線から9点の援護を受けながら、その裏から7点を失った末に5回裏の途中で降板。一軍公式戦全体では、17試合の登板で2勝6敗、防御率5.20という成績を残した。その一方で、7月21日に富山アルペンスタジアムで催されたフレッシュオールスターゲームには、イースタン・リーグ選抜チームの投手として救援登板を果たしている。
2012年、一軍公式戦では、6月に2試合だけ登板。いずれも、先発で敗戦投手になった。
2013年、7月4日の対ヤクルト戦（横浜）で一軍初完投・初完封勝利をマーク。夏場以降に一時故障で戦線を離れながらも、一軍公式戦では自己最多の6勝を挙げた。 
2014年、公式戦の開幕を二軍で迎えたものの、一軍公式戦では、5月中旬から7月上旬まで救援で8試合に登板。10月2日には、中日ドラゴンズとの本拠地（横浜）最終戦に先発投手として一軍へ復帰したが、3回3失点という内容で敗戦投手になった。結局、一軍公式戦全体では、9試合の登板で0勝1敗という成績にとどまった。
2015年、シーズン途中から一軍の先発陣に加わると、5月24日の対阪神タイガース戦（横浜）で一軍公式戦でのシーズン初勝利を挙げた。以降は不調で一時二軍へ降格したが、後に中継ぎ要員として一軍へ復帰。9月5日の対巨人戦（横浜）では、1点リードの9回表1死1・3塁の局面からの登板で、一軍公式戦初セーブを記録した。なお、一軍公式戦全体では29試合に登板。3勝2敗1セーブ3ホールドという成績を残した。
2016年、レギュラーシーズンでは、開幕を一軍で迎えると、一軍の公式戦でチームおよび自身最多の62試合に登板。勝ちパターンの中継ぎ要員として5勝3敗23ホールドを記録するとともに、チーム史上初のクライマックスシリーズ（CS）進出へ貢献した。9月24日の対巨人戦（横浜）で、7回表2死1塁から阿部慎之助へ初球を投げたところ、左太腿の裏を痛めて緊急降板。翌9月25日に出場選手登録を抹消されると、その後の検査で左太腿裏の肉離れが判明した。一時はポストシーズンでの登板が危ぶまれたものの、広島東洋カープとのCSファイナルステージ第3戦（10月14日・MAZDA Zoom-Zoom スタジアム広島）で実戦に復帰。3点リードの8回裏2死満塁からの救援登板で新井貴浩をオール直球で打ち取ったことによって、チームの同ステージ初勝利に貢献するとともに、自身もポストシーズン初ホールドを記録した。
2017年は、ヤクルトとの開幕3戦目で、鵜久森淳志に代打サヨナラ満塁弾を浴びるなど、自身の不調に加えて、スペンサー・パットン、砂田毅樹、エドウィン・エスコバーが一軍の救援陣で台頭したこともあって、一軍公式戦では23試合の登板にとどまった。しかし、チームが前年に続いてポストシーズンを迎えたことから、CSや福岡ソフトバンクホークスとの日本シリーズでの登板を経験した。
2018年、一軍公式戦での登板が10試合にとどまったことから、10月3日に球団から戦力外を通告。12月2日付で、NPBから自由契約選手として公示された。須田自身は、プロ野球の他球団や社会人野球での現役続行を希望していたため、11月13日にはタマホームスタジアム筑後での12球団合同トライアウトに参加。シートバッティング形式の対戦ながら、打者3人を無安打に抑えた。

### 第二次JFE東日本時代
2019年1月1日付で、JFE東日本に再入社。硬式野球部に復帰したうえで、プレーした。DeNA時代からオフシーズンにJFE東日本の練習施設で自主トレーニングに取り組むほど同社への愛着を持ち続けてきたことや、DeNA入団前のチームメイトだった監督の落合成紀から、「プロ（DeNA）での生活が終わったら（JFE東日本へ）戻って来て欲しい」と勧められていたことによる。
2019年には、日本野球連盟が管轄する社会人野球の全国大会で、通算7勝1敗をマーク。最多勝利投手賞を受賞したほか、社会人ベストナインに初めて選ばれた。7月に出場した第90回都市対抗野球大会では、細山田擁するトヨタ自動車と決勝で対戦すると、救援登板で2回1/3を完璧に抑えたことによってチームの初優勝に貢献した。この大会では、決勝を含むチームの全5試合に救援で登板。通算投球イニング14回で4勝、17奪三振、防御率0.64という好成績を挙げたことから、橋戸賞を受賞した。都市対抗野球の最優秀選手賞に当たる橋戸賞の受賞および、社会人野球ベストナインへの選出は、プロ野球経験者としては初めての事例である。その一方で、シーズン終了後の11月7日には、右肘のクリーニング手術を受けた。
2021年はコーチ兼任でプレーし、シーズンオフの同年12月21日に自身のTwitterで現役引退を表明し、今後は社業に専念する意向を示した（所属はJFE物流）。

### 引退後
2022年からは社業の傍ら、横浜商科大学硬式野球部の投手コーチに就任して学生の指導に当たっている。また、所属先のJFE物流では鉄鋼製品の出荷計画等を担当する商品物流部で勤務。
2023年からは本数契約として、tvkの野球解説者としても並行して活動する。JFE物流勤務の2年目は人事部で大学生の採用や研修業務を担当。
2025年からはJFE東日本硬式野球部に4年ぶりに復帰し、投手コーチに就任。

## 選手としての特徴・人物
スリークォーターから平均球速140km/h、最速150km/hのフォーシームに縦のスライダーとカーブ、カットボール、シンカーを投げ分ける。
親戚に漫画家の大和田秀樹がいる。

## 詳細情報

### 年度別投手成績
| 年 度     | 球 団     | 登 板 | 先 発 | 完 投 | 完 封 | 無 四 球 | 勝 利 | 敗 戦 | セ 丨 ブ | ホ 丨 ル ド | 勝 率 | 打 者 | 投 球 回 | 被 安 打 | 被 本 塁 打 | 与 四 球 | 敬 遠 | 与 死 球 | 奪 三 振 | 暴 投 | ボ 丨 ク | 失 点 | 自 責 点 | 防 御 率 | W H I P |
| --------- | --------- | ----- | ----- | ----- | ----- | -------- | ----- | ----- | -------- | ----------- | ----- | ----- | -------- | -------- | ----------- | -------- | ----- | -------- | -------- | ----- | -------- | ----- | -------- | -------- | ------- |
| 2011      | 横浜 DeNA | 17    | 17    | 0     | 0     | 0        | 2     | 6     | 0        | 0           | .250  | 373   | 85.0     | 93       | 16          | 32       | 0     | 3        | 52       | 4     | 0        | 52    | 50       | 5.29     | 1.47    |
| 2012      | 横浜 DeNA | 2     | 2     | 0     | 0     | 0        | 0     | 2     | 0        | 0           | .000  | 45    | 9.1      | 12       | 1           | 7        | 0     | 0        | 7        | 0     | 0        | 9     | 9        | 8.68     | 2.08    |
| 2013      | 横浜 DeNA | 14    | 12    | 1     | 1     | 0        | 6     | 3     | 0        | 0           | .667  | 285   | 63.1     | 64       | 6           | 36       | 0     | 3        | 35       | 1     | 0        | 34    | 34       | 4.83     | 1.58    |
| 2014      | 横浜 DeNA | 9     | 1     | 0     | 0     | 0        | 0     | 1     | 0        | 0           | .000  | 64    | 14.1     | 20       | 2           | 2        | 0     | 0        | 14       | 2     | 0        | 12    | 8        | 5.02     | 1.53    |
| 2015      | 横浜 DeNA | 29    | 5     | 0     | 0     | 0        | 3     | 2     | 1        | 3           | .600  | 241   | 56.0     | 59       | 10          | 23       | 0     | 0        | 42       | 1     | 1        | 26    | 24       | 3.86     | 1.46    |
| 2016      | 横浜 DeNA | 62    | 0     | 0     | 0     | 0        | 5     | 3     | 0        | 23          | .625  | 233   | 53.2     | 54       | 2           | 18       | 2     | 1        | 49       | 0     | 0        | 17    | 16       | 2.68     | 1.34    |
| 2017      | 横浜 DeNA | 23    | 0     | 0     | 0     | 0        | 0     | 2     | 0        | 9           | .000  | 73    | 16.2     | 16       | 1           | 9        | 1     | 1        | 14       | 0     | 0        | 15    | 15       | 8.10     | 1.50    |
| 2018      | 横浜 DeNA | 10    | 0     | 0     | 0     | 0        | 0     | 0     | 0        | 2           | ----  | 44    | 10.2     | 10       | 3           | 3        | 1     | 0        | 4        | 0     | 0        | 9     | 9        | 7.59     | 1.22    |
| 通算：8年 | 通算：8年 | 166   | 37    | 1     | 1     | 0        | 16    | 19    | 1        | 37          | .457  | 1358  | 309.0    | 328      | 41          | 130      | 4     | 8        | 217      | 8     | 1        | 174   | 165      | 4.81     | 1.48    |

- 横浜（横浜ベイスターズ）は、2012年にDeNA（横浜DeNAベイスターズ）に球団名を変更

### 記録
初記録
投手記録
- 初登板・初先発：2011年4月22日、対阪神タイガース1回戦（阪神甲子園球場）、6回2失点、勝敗つかず[34]
- 初奪三振：同上、2回表に城島健司から
- 初勝利・初先発勝利：2011年6月6日、対埼玉西武ライオンズ4回戦（山梨県小瀬スポーツ公園野球場）、6回1失点[35]
- 初完投勝利・初完封勝利：2013年7月4日、対東京ヤクルトスワローズ11回戦（横浜スタジアム）9回3被安打5奪三振
- 初ホールド：2015年8月1日、対広島東洋カープ15回戦（横浜スタジアム）、6回表に2番手で救援登板、2回を無失点
- 初セーブ：2015年9月5日、対読売ジャイアンツ21回戦（横浜スタジアム）、9回表1死に4番手で救援等板、完了、2/3回無失点[36]

打撃記録
- 初安打：2011年5月25日、対東北楽天ゴールデンイーグルス1回戦（静岡県草薙総合運動場硬式野球場）永井怜から[37]
- 初打点：2013年7月4日、対東京ヤクルトスワローズ11回戦（横浜スタジアム）七條祐樹から投手適時内野安打[36]

### 表彰
- 都市対抗野球大会若獅子賞：1回（第80回大会・2009年）

- 都市対抗野球大会橋戸賞：1回（第90回・2019年）

### 背番号
- 20（2011年 - 2018年）

### 登場曲
- 『GUTS !』嵐（2016年 - 2018年）